# 埃科拉 (阿拉巴馬州)
埃科拉（英語：Echola）是位於美國阿拉巴馬州塔斯卡盧薩縣的一個非建制地區。該地的面積和人口皆未知。

## 地理
埃科拉的座標為33°20′41″N 87°47′22″W / 33.34472°N 87.78944°W，而該地的平均海拔高度為87米（即285英尺）。